# 610 Valeska
610 Valeska è un asteroide della fascia principale. Scoperto nel 1906, presenta un'orbita caratterizzata da un semiasse maggiore pari a 3,0818214 UA e da un'eccentricità di 0,2615270, inclinata di 12,72535° rispetto all'eclittica.
L'origine del suo nome è sconosciuta.